# 欧坦的理查
欧坦的理查（858年 – 921年），绰号伸张正义者（法语：le Justicier），880年起成为欧坦伯爵，逐渐建立起勃艮第公国。他最终获得了除马孔外勃艮第所有土地的宗主权，918年起他正式成为勃艮第公爵。理查出生于博索尼德家族。理查的父亲是戈尔兹的比文。理查的哥哥是普羅旺斯的博索。理查的妹妹普罗旺斯的里希尔德是秃头查理的第二任妻子。

## 生平

### 加洛林王朝的保护者
875年加洛林王朝的意大利国王路易二世去世后，博索和理查两兄弟陪秃头查理前往意大利加冕称帝。876年，博索被秃头查理任命为普罗旺斯公爵，并娶了路易二世的女儿意大利的埃尔门加德。877年，秃头查理去世后，博索回到法国，并委托理查和男修道院院长于格管理他在意大利的领土和普罗旺斯。879年，在秃头查理的儿子口吃者路易死后，博索自立为普罗旺斯国王。博索成为百年来加洛林家族之外第一个称号为国王的人。
理查站在了哥哥博索的对立面，向加洛林王朝效忠，攻取了欧坦。理查进而攻占里昂，与皇帝胖子查理一起围攻维埃纳。882年，维埃纳被攻破，博索的妻子带着儿子瞎子路易投奔欧坦的理查寻求庇护。博索则逃往普罗旺斯。战争持续到887年博索去世才结束。
胖子查理短暂地重新统一了除普罗旺斯王国以外的加洛林帝国的所有领土，直到887年胖子查理在东法兰克的王位被侄子阿努尔夫废黜。
888年，胖子查理死后，出身罗伯特家族的巴黎的厄德被贵族选为西法兰克国王，理查则继续支持加洛林王朝的糊涂查理。893年，理查拥立糊涂查理在兰斯主教座堂加冕为王。898年，巴黎的厄德死后，被迫将王位传给糊涂查理。但是加洛林王朝大势已去。理查于921年去世后，他的儿子拉乌尔娶了厄德弟弟罗贝尔一世的女儿，并拥立罗贝尔一世成为西法兰克国王。

### 勃艮第公国的创立者

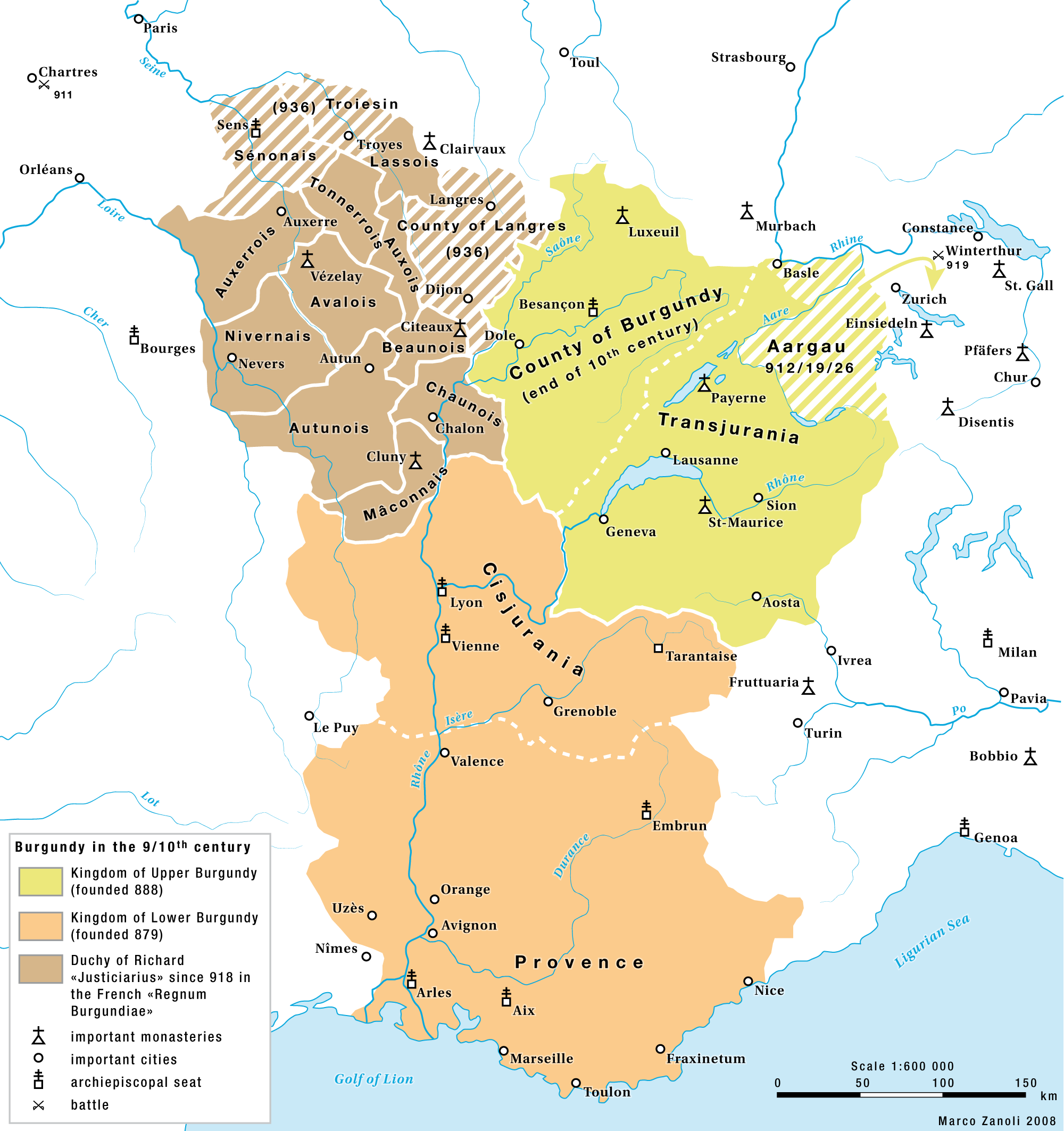
约900年时勃艮第王国的三个组成部分。
----
上勃艮第
下勃艮第
理查的勃艮第公国

理查在880年因对博索作战有功被被口吃者路易的儿子卡洛曼二世授予欧坦伯爵之位，成为勃艮第公国形成之始。
887年博索去世，博索的儿子瞎子路易通过母亲，带有了加洛林家族的血统，因此理查支持瞎子路易正式加冕成为普罗旺斯的国王。888年胖子查理死后，理查支持男修道院院长于格的侄子、韦尔夫家族的鲁道夫一世成为上勃艮第国王，并娶鲁道夫一世的姐姐，获得欧塞尔作为嫁妆。鲁道夫一世的女儿后来和瞎子路易结婚。阿努尔夫为换取在洛塔林吉亚的统治权，也承认鲁道夫一世在上勃艮第的王位。勃艮第地区由此一分为三，即鲁道夫一世的上勃艮第（后来演化为勃艮第伯国，即今弗朗什-孔泰地区），瞎子路易的普罗旺斯王国（下勃艮第）和理查的勃艮第公国。
890年，理查从阿基坦公爵纪尧姆一世夺取了讷韦尔，成为讷韦尔伯爵。894年，理查利用特鲁瓦伯爵去世后的混乱夺取了特鲁瓦，成为特鲁瓦伯爵。895年或896年左右，他从巴黎的厄德手里夺取了桑斯，成为桑斯伯爵。898年，他从厄德那里获得了勃艮第侯爵的头衔；918年，他获得了勃艮第公爵的头衔，勃艮第公国正式建立。
921年，理查在欧塞尔去世。在去世前，欧塞尔教区主教让他为多年征战造成的生灵涂炭忏悔，他回答说：“我杀死一个强盗，就拯救了一个诚实的人；死掉一个人将会阻止他的同犯做更多的恶。”

## 婚姻与家庭
888年，理查与勃艮第的阿德莱德结婚，两人有多名子女。
- 拉乌尔（890年 - 936年），923年成为西法兰克国王。[7]
- 黑于格（？ - 952年），923年成为勃艮第公爵。
- 博索一世（法语：Boson Ier）（895年 - 935年）。
- 勃艮第的埃尔门加德（法语：Ermengarde de Bourgogne）（905年 - 945年），嫁给沙隆的吉尔贝尔。吉尔贝尔在黑于格死后成为勃艮第公爵。
- 阿德莱德，嫁给了埃诺伯爵（法语：Liste des comtes de Hainaut）雷尼埃二世（法语：Régnier II de Hainaut）。